# Daniel Graff
Daniel Graff (6 de agosto de 1984) es un deportista danés que compitió en remo. Ganó una medalla de bronce en el Campeonato Mundial de Remo de 2011, en la prueba de ocho con timonel ligero.

## Palmarés internacional
| Campeonato Mundial | Campeonato Mundial | Campeonato Mundial | Campeonato Mundial      |
| Año                | Lugar              | Medalla            | Prueba                  |
| ------------------ | ------------------ | ------------------ | ----------------------- |
| 2011               | Bled (Eslovenia)   | Medalla de bronce  | Ocho con timonel ligero |